# 멀리 돌아가는 히나
《멀리 돌아가는 히나》(일본어: 遠まわりする雛)는 요네자와 호노부의 2007년 청춘 미스터리 소설 단편집으로, 고전부 시리즈의 네 번째 작품이다. 학교 괴담을 추리로 푼 '해야 할 일은 간략하게', 헛간 탈출 대작전 '새해 문 많이 열려라', 초콜릿 도난 사건을 다룬 '수제 초콜릿 사건', 히나마쓰리에 얽힌 소동을 그린 '멀리 돌아가는 히나'를 비롯해 총 일곱 편의 단편이 실려 있다. 대한민국에는 엘릭시르에서 권영주 번역으로 출간되었다.

## 등장인물
- 오레키 호타로(折木 奉太郎)
- 지탄다 에루(千反田 える)
- 후쿠베 사토시(福部 里志)
- 이바라 마야카(伊原 摩耶花)
- 젠나 리에(善名 梨絵)
- 젠나 가요(善名 嘉代)
- 주몬지 가호(十文字 かほ)
- 사와키구치 미사키(沢木口 美崎)
- 백발 노인(白髪頭の老人)
- 쇼세이(小成)
- 하나이(花井)
- 나카다케(中竹)
- 다니모토 시게(谷本 シゲ)
- 소노(園)